# إريك أولدفيلد
اريك أولدفيلد (بالإنجليزية: Eric Oldfield)‏ هو ممثل أسترالي، ولد في 1947.

## وصلات خارجية
- اريك أولدفيلد على موقع IMDb (الإنجليزية)
- اريك أولدفيلد على موقع قاعدة بيانات الفيلم (الإنجليزية)